# Гирнюс, Иосиф Михайлович
Иосиф (Осип, Иосеф) Михайлович Гирнюс (1876 — ?) — крестьянин, депутат Государственной думы I созыва от Сувалкской губернии.

## Биографии
По национальности литовец. Католик по вероисповеданию. Из крестьян Мариампольского уезда Сувалкской губернии. Образование — начальное училище. Много занимался самообразованием. Основное занятие — сельское хозяйство. Член Литовской демократической партии (или национально-демократической партии). Заключен на 3 с половиной месяца в Кальварийскую тюрьму по обвинению в пропаганде и агитации среди крестьян.
20 апреля 1906 года избран в Государственную думу I созыва от общего состава выборщиков Сувалкского губернского избирательного собрания. Член фракции автономистов, сочувствовал Конституционным демократам. Некоторые источники сообщают, что Гирнюс входил в Польское коло, однако трудовики в своём издании «Работы Первой Государственной Думы» это не подтверждают и относят его к беспартийным, входящим в литовскую группу автономистов. Не принимал участия в работе думских комиссий. Известно его выступление в Думе по аграрному вопросу.
Дальнейшая судьба и дата смерти неизвестны.